# Jon Cassar

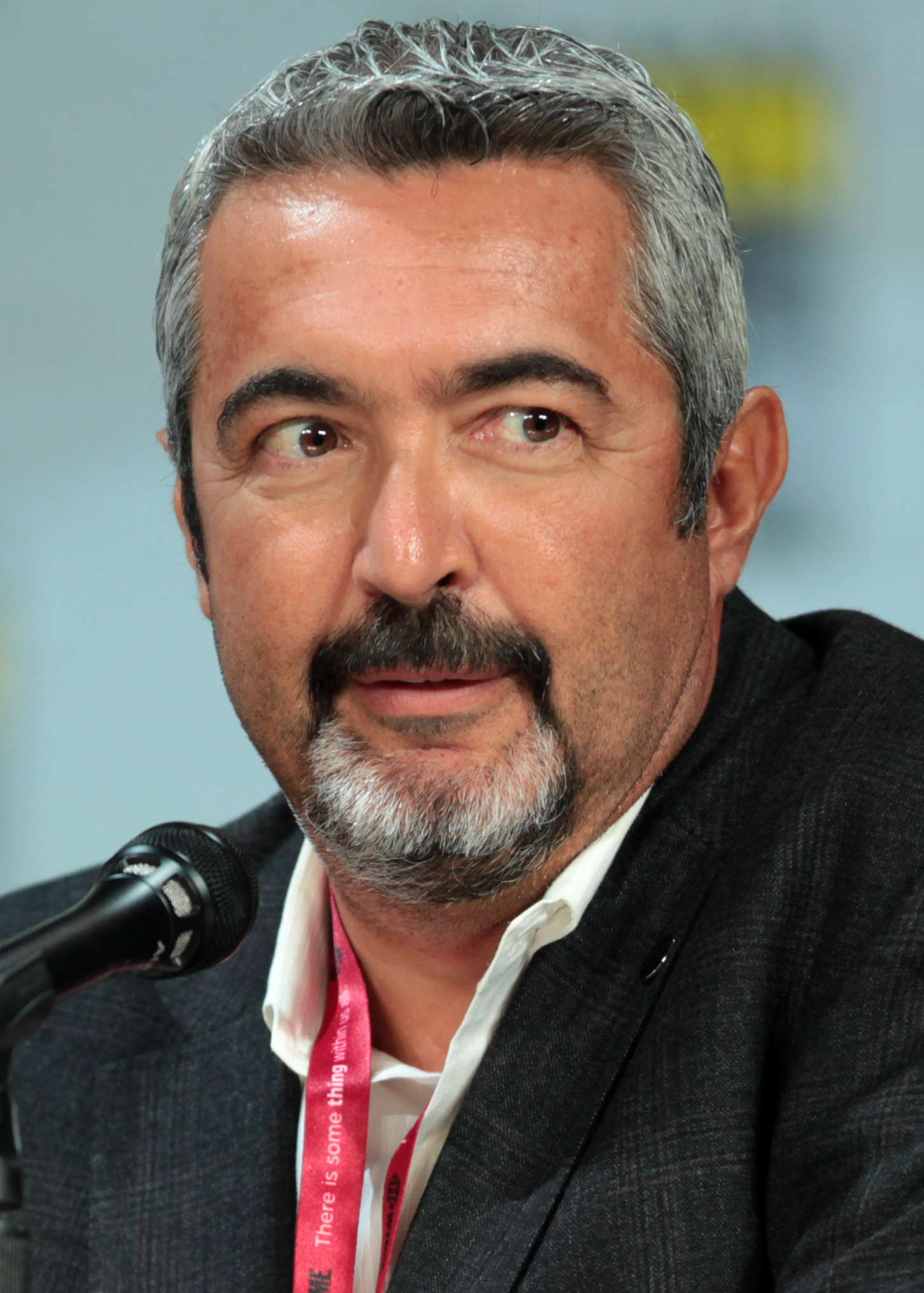
Jon Cassar (2014)

Jon Cassar (* 27. April 1958 auf Malta) ist ein kanadischer Regisseur und Produzent. Er ist vor allem durch die dramatische Actionserie 24 mit Kiefer Sutherland bekannt.

## Leben
Jon Cassar wurde auf Malta geboren und wuchs in der kanadischen Stadt Ottawa auf, wo er das Algonquin College besuchte. In seiner Berufslaufbahn war er zuerst mit der Filmkamera als camera operator tätig, danach ab 1992 als Regisseur und später auch als Produzent. In den USA führte er erstmals 1995 in vier Folgen von Baywatch Nights Regie. Er lebte längere Zeit in Toronto, wo er in der dramatischen Agentenserie Nikita mit dem Produzenten Joel Surnow und mit Robert Cochran zusammenarbeitete. Er setzte den Pilotfilm und dreizehn weitere Folgen mit den Schauspielern Peta Wilson, Roy Dupuis, Alberta Watson, Eugene Robert Glazer, Don Francks und Matthew Ferguson in Szene. Er führte in allen fünf Staffeln bei jeder ersten Folge Regie und ist vor allem für seine Action-Szenen bekannt. 1998 wurde Cassar als Regisseur in Nikita für einen Gemini Award nominiert und zwar für die Folge 1.14 Schachmatt (Gambit).
2002 zog er mit seiner Frau und seinem jüngeren Sohn nach Los Angeles und wurde der am meisten eingesetzte Regisseur der Agentenserie 24. In der ersten Staffel dieser Actionserie führte er bei zwei Folgen Regie. Danach verließ Stephen Hopkins die Serie, und Surnow engagierte Cassar als Produzenten und häufigen Regisseur, der in mehr als einem Drittel der Folgen für die Regie verantwortlich war. In verschiedenen Funktionen wirkte er in den ersten sechs Staffeln 125 mal in der Serie mit und schuf Serienfolgen und drei Prequels. Außerdem war er an der Fortsetzung 24: Live Another Day (2014) beteiligt
Er führt auch Regie bei Filmen seiner Firma Cassar Filmworks.
2004 wurde Cassar für seine Regieleistung in einer Folge von 24 von der Directors Guild of America für einen DGA Award nominiert. 2007 erhielt er zusammen mit anderen diesen Preis. 2003, 2004 und 2005 war er für 24 für den Emmy nominiert. Bei der Primetime-Emmy-Verleihung 2006 bekam er für 24 zwei Auszeichnungen, nämlich für die Regie in Folge 7:00 AM–8:00 AM und für die beste dramatische Fernsehserie. Beim Monte-Carlo TV Festival erhielt er 2006 geteilt mit anderen eine Golden Nymph für 24. Im selben Jahr wurde er gemeinsam mit anderen für 24 bei den PGA Golden Laurel Awards als Television Producer of the Year Award in Episodic nominiert, 2007 ebenso.
Als Autor verfasste Cassar den englischen Text des Fotobuchs 24: Behind the Scenes (2006), das viele Setfotos der ersten fünf Staffeln von 24 enthält. Die Bilder stammen von ihm, dem Kameramann Rodney Charters, Isabella Vosmikova und anderen.
Jon Cassar gründete gemeinsam mit Nigel Bennett und John Kapelos die Wohltätigkeitsorganisation Motion Picture Industry Charitable Alliance (MPICA). In der jährlichen Lights, Camera, Auction versteigern Filmschaffende gespendete Requisiten an Fans. LCA 10 soll die letzte derartige Veranstaltung gewesen sein. Sie fand vom 5. bis 7. Oktober 2007 in Los Angeles statt.
Cassar, Joel Surnow, Robert Cochran und David Ehrman planen im Jahr 2007 die Serie bzw. den Pilotfilm Company Man, dessen Arbeitstitel NSA Innocent lautete.

## Filmografie (Auswahl)

### Regisseur
- 1992: Nick Knight – Der Vampircop (Forever Knight) (Fernsehserie)
- 1993: Kung Fu – Im Zeichen des Drachen (Kung Fu: The Legend Continues) (Fernsehserie)
- 1996: Ein Mountie in Chicago (Due South) (Folge: Body Language)
- 1996–1997: Baywatch Nights (Fernsehserie, 4 Folgen)
- 1997: The Ultimate Weapon
- 1997: Shadow Warriors – Rache um jeden Preis (Shadow Warriors: Assault On Devil's Island)
- 1999: Shadow Warriors II: Hunt for the Death Merchant (Fernsehfilm)
- 1999: Amazonas – Gefangene des Dschungels (Amazon) (Fernsehserie)
- 1999: Profiler (Folgen: Reunion: Part 2, Inheritance)
- 2000: Sheena (Fernsehserie)
- 2000: PSI Factor – Es geschieht jeden Tag (PSI Factor: Chronicles of the Paranormal) (Folge: GeoCore)
- 2000: Code Name: Eternity – Gefahr aus dem All (Code Name: Eternity) (Folge: Death Trap)
- 1997–2001: Nikita (La Femme Nikita) (Fernsehserie, 14 Folgen)
- 2001: Flug 534 – Tod über den Wolken (Rough Air: Danger on Flight 534, Fernsehfilm)
- 2001: Meuterei unter Wasser – USS Lansing antwortet nicht (Danger Beneath the Sea)
- 2001, 2002: Mutant X (Folgen: I Scream the Body Electric, Dark Star Rising, Double Vision)
- 2002: The Dead Zone (Fernsehserie)
- 2002–2009: 24 (Fernsehserie, 48 Folgen)
- 2008: 24: Redemption (Fernsehfilm)
- 2009: Criminal Minds (Fernsehserie, 1 Folge)
- 2010: Human Target (Fernsehserie)
- 2011: Die Kennedys (Miniserie)
- 2012: Touch (Fernsehserie, 1 Folge)
- 2012: Continuum (Fernsehserie, 1 Folge)
- 2014: 24: Live Another Day (Fernsehserie, 6 Folgen)
- 2015: Forsaken
- 2016: Das Wiegenlied vom Tod (When the Bough Breaks)
- 2017–2022: The Orville (Fernsehserie, 11 Folgen)

### Filmproduzent
- 2002–2009: 24 (Fernsehserie, 120 Folgen)
- 2008: 24: Redemption (Fernsehfilm)

### Executive Producer
- 2011: Terra Nova (Fernsehserie)

## Buchautor
- Jon Cassar und andere: 24: Behind the Scenes. Welcome Enterprises, 24. Oktober 2006, ISBN 1-933784-07-5.